# Suzuki B-King
La Suzuki B-King è una motocicletta appartenente alla categorie delle naked, prodotta dalla casa motociclistica giapponese Suzuki dal 2007 al 2012.

## Descrizione
La B-King è stata originariamente era già stata presentata nel 2000 sotto forma di concept, montando un motore derivato dalla Hayabusa ma sovralimentato.
Presentata nel 2007, utilizza il motore a quattro tempi e quattro cilindri in linea della Suzuki Hayabusa di seconda generazione opportunamente rivisto ma con sistemi di scarico e aspirazione differenti per una migliore erogazione ed era disponibile nell'unica cilindrata di 1340 cm³.
Il motore è ad iniezione, raffreddato a liquido con una potenza dichiarata di 181 CV.
La configurazione ciclistica è invece abbastanza classica con forcella telescopica all'anteriore e monoammortizzatore al posteriore, mentre il telaio e il forcellone sono in alluminio.
Altrettanto classico per le due ruote di questo tipo è l'impianto frenante, composto da un doppio freno a disco sull'anteriore, accompagnato da un disco singolo sulla ruota posteriore.